# 殺手 (2023年電影)
《殺手》（英語：The Killer）是一部2023年美國新黑色心理動作驚悚片，改編自亞歷克西斯·諾倫特的同名法國圖像小說，由大衛·芬奇執導，安德魯·凱文·沃克編劇，麥可·法斯賓達和泰達·史雲頓主演。
《殺手》入選第80屆威尼斯影展正式競賽單元角逐金獅獎，2023年11月10日全球上線Netflix。

## 劇情大綱
- 第1章：巴黎/目標
- 第2章：多明尼加共和國/藏身處
- 第3章：紐奧良/律師
- 第4章：/
- 第5章：紐約/
- 第6章：芝加哥/客戶
- 最終章：多明尼加共和國

主角「殺手」是一名姓名不明的職業殺手，號稱任務從未失敗，他接獲命令在巴黎伺機擊殺「目標」。電影的開頭描述殺手在等待期間所做的事，並有著大量殺手的內心旁白。後來目標出現在酒店套房時，殺手從藏身處用狙擊槍射擊，但射中了目標的女人。殺手對任務失敗感到意外，通知了仲介後隨即逃往多明尼加共和國的居所。居所遭人襲擊，與殺手同居的女子瑪格達拉身受重傷，這顯然是針對殺手的行為。殺手決定下一個目標便是找出犯下此事的兇手。
根據相關情報，兇手是兩名雇用殺手，一男一女。殺手前去紐奧良找委託人「律師」，闖入對方的辦公室與之對質。律師承認派出雇用殺手是因為殺手任務失敗的關係，必須有相對應的處理措施以向客戶賠罪，但沒有透露雇用殺手的資訊。殺手將律師殺死，律師的助手朵洛蕾絲將兩名雇用殺手的地址等資料交給殺手，並懇求殺手殺了她之後不要滅跡，讓其子可領保險金維生。殺手扭斷她的脖子，讓她的屍體從樓梯摔下去。
殺手到找到兩名雇用殺手之一的男子「惡霸」，於夜晚潛入其住處，兩人發生激烈打鬥，最後殺手將對方殺死。另一名女性雇用殺手「專家」在紐約，殺手跟蹤她到餐廳，與她同桌。專家表現出認命的態度，兩人聊了一會兒，專家將酒喝完。走出餐廳後兩人散步，專家跌倒並請殺手攙扶，殺手直接將她槍殺，而她手裡正藏了一把小刀。
殺手知道委託他暗殺目標的客戶克雷伯恩在芝加哥，便想辦法複製磁卡，進到克雷伯恩的客房，拿槍指著他。克雷伯恩不知所措，殺手發現對方根本不曉得自己為何帶槍前來，顯然是完全不知情，於是留下警告後便離開。最後，殺手回到多明尼加共和國的居所，與康復中的瑪格達拉共度平靜時光。

## 演員
- 麥可·法斯賓達飾演殺手（The Killer）：職業殺手。
- 泰達·史雲頓飾演專家（The Expert）：職業殺手。
- 亞歷斯·霍華（英语：Arliss Howard）飾演客戶—克雷伯恩（The Client — Claybourne）：大富豪。
- 查尔斯·帕内尔飾演律師—愛德華·哈吉斯（The Lawyer — Edward Hodges）：國際律師，暗地裡也在擔任非法仲介。與殺手有淵源。
- 克里·歐馬利（Kerry O'Malley）飾演：哈吉斯的助手。
- 沙拉·貝克（英语：Sala Baker）飾演：職業殺手。
- 蘇菲·夏洛特（英语：Sophie Charlotte (actress)）飾演瑪格達拉：與殺手在多明尼加同居的女子，愛慕殺手，遭到襲擊時守口如瓶。
- 埃米利亞諾·佩尼亞飾演：瑪格達拉的哥哥。
- 蓋布瑞·波蘭科飾演：計程車司機，將兩名雇用殺手載去殺手的住處。

## 製作

### 發展
2007年11月，宣布大衛·芬奇將執導一部改編自亞歷克西斯·諾倫特的法國圖像小說《殺手》的電影，亞歷山卓·卡蒙（Allesandro Camon）編劇，布萊德·彼特的 B計劃娛樂製作，派拉蒙影業發行。2021年2月，芬奇將該企劃帶到了Netflix，並與其簽下四年合約。該片改由安德魯·凱文·沃克撰寫劇本，麥可·法斯賓達主演。2021年6月，據報導芬奇計劃於2021年11月在巴黎開始拍攝，同時確認艾瑞克·梅塞施密特擔任攝影師。2021年10月，泰達·史雲頓簽約參演。

### 拍攝
主體拍攝於2021年11月初在巴黎開始進行，預計還將在紐奧良和多明尼加進行拍攝。2022年1月，確認3月在伊利諾伊州的聖查爾斯拍攝十天。2022年3月28日，宣布拍攝結束。

## 發行
《殺手》2023年9月3日登上第80屆威尼斯影展舉行全球首映。2023年10月27日透過Netflix在美國有限上映，2023年11月10日全球上線Netflix。

## 外部連結
- 互联网电影数据库（IMDb）上《殺手》的资料（英文）